# Beatin’ the Odds
Beatin’ the Odds — третий студийный альбом американской группы Molly Hatchet, исполняющей южный рок, выпущенный в 1980 году на лейбле Epic Records. Это первый из двух альбомов, записанных с новым вокалистом Джимми Фарраром, заменившим ушедшего Дэнни Джо Брауна.
На обложку альбома помещена картина американского художника-фантаста Фрэнка Фразетты «Berserker». Это последнее использование группой работ Фразетты.
В 1980 году, по ряду причин (в том числе и хронический диабет) группу покидает вокалист и фронтмен Дэнни Джо Браун. На его место приходит Джимми Фаррар из кавер-группы Raw Energy, базирующейся в Форт Уолтон-Бич, Флорида. Вместе его приходом, направление группы начало меняться с южного рока первых альбомов в сторону хард-рока, что помогло ей не растерять популярность и приобщить к своей музыке более молодое поколение.
Вскоре после выхода, альбом достиг 25-го места в чарте Billboard Top LPs & Tape и получил статус золотого. К 16 октябрю 1995 года Beatin’ the Odds был распродан в количестве миллиона экземпляров, тем самым получив статус платинового.
В том же году, написанная гитаристом Дэйвом Лубекоми новым вокалистом Джимми Фарраром, песня «The Rambler» была издана в качестве сингла. Сингловая версия отличалась от оригинала укороченной длительностью. Би-сайдом к синглу стала другая альбомная песня «Get Her Back», уже выпускавшаяся в таком качестве для сингла «It’s All Over Now» с предыдущего альбома Flirtin’ with Disaster. «The Rambler» занял 91-ю строчку чарта Billboard Hot 100 и продержался в нём 3 недели.
Другим синглом стала одноимённая альбому «Beatin’ the Odds», с «Few and Far Between» на обратной стороне.
Песня «Penthouse Pauper» является кавер-версией Creedence Clearwater Revival, вышедшей на их альбоме 1969 года Bayou Country.
В 2008 году на лейбле Rock Candy Records вышло переиздание альбома с четырьмя концертными бонус-треками и расширенным буклетом. Все бонус-треки были записаны во время выступления в Лэйклендском общественном центре, в Лэйкленде, штат Флорида, данном группой 31 декабря 1980 года. Ремастерингом руководил известный британский продюсер Джон Эстли.

## Список композиций
1. «Beatin’ the Odds» (Баннер Томас, Дэйв Лубек, Дуэйн Роланд) — 3:18
2. «Double Talker» (Дэйв Лубек, Дуэйн Роланд) — 3:15
3. «The Rambler» (Дэйв Лубек, Джимми Фаррар) — 4:50
4. «Sailor» (Баннер Томас) — 3:50
5. «Dead and Gone» (Баннер Томас, Джимми Фаррар) — 4:22
6. «Few and Far Between» (Брюс Крамп, Стив Холланд) — 3:40
7. «Penthouse Pauper» (Джон Фогерти) — 3:18
8. «Get Her Back» (Дуэйн Роланд) — 3:03
9. «Poison Pen» (Дэйв Лубек, Стив Холланд) — 3:06

Бонус-треки на переиздании
1. «Beatin’ the Odds»
2. «Few and Far Between»
3. «Penthouse Pauper»
4. «Dead and Gone»

## Участники записи
| Molly Hatchet: - Джимми Фаррар — вокал - Дэйв Лубек — гитара, слайд-гитара - Стив Холланд — гитара - Дуэйн Роланд — гитара, слайд-гитара - Баннер Томас — бас-гитара - Брюс Крамп — ударные Приглашённые музыканты: - Джей Уиндинг — клавишные | Технический персонал: - Том Верман — продюсер - Пэт Армстронг — исполнительный продюсер - Гари Лэдински — инженер, микширование - Билл Вермиллион — ассистент инженера - Кэри Приткин — ассистент инженера - Джордж Марино — мастеринг-инженер - Фрэнк Фразетта — обложка |

## Позиции в хит-парадах и сертификации
| Год       | Хит-парад                      | Высшая позиция | Пребывание |
| --------- | ------------------------------ | -------------- | ---------- |
| 1980—1981 | Канада (RPM Albums Chart)      | 90             | 1 неделя   |
| 1980—1981 | США (Billboard Top LPs & Tape) | 25             | 21 неделя  |

| Регион                                                      | Сертификация | Продажи    |
| ----------------------------------------------------------- | ------------ | ---------- |
| США (RIAA)                                                  | Платиновый   | 1 000 000^ |
| ^ Данные о тиражах приведены только на основе сертификации. |              |            |